# Amido succinato
L'amido succinato è un estere sostituito dell'amido con la caratteristica di ritardare la retrogradazione, ed in più la sua idrofobicità è aumentata dal gruppo succinato, il che lo rende idoneo all'impiego nella formazione di emulsioni.